# Roberto Punčec
Roberto Punčec (Varaždin, 27 ottobre 1991) è un calciatore croato, difensore del Sebenico.

## Palmarès

### Club

#### Competizioni nazionali
- Coppa di Croazia: 1

Rijeka: 2018-2019